# Verîn, Mîkolaiiv
Verîn (în ucraineană Верин) este o comună în raionul Mîkolaiiv, regiunea Liov, Ucraina, formată numai din satul de reședință.

## Demografie
Componența lingvistică a comunei Verîn
     Ucraineană (99,35%)
     Alte limbi (0,66%)
Conform recensământului din 2001, majoritatea populației comunei Verîn era vorbitoare de ucraineană (99,35%), existând în minoritate și vorbitori de alte limbi.